# Arganiella
Arganiella là một loài ốc nước ngọt rất nhỏ có nắp, là động vật thân mềm chân bụng có vảy sống dưới nước trong họ Hydrobiidae.

## Các loài
Các loài thuộc chi Arganiella bao gồm:
- Arganiella exilis